# Bình Tân Phú
Bình Tân Phú là một xã thuộc huyện Bình Sơn, tỉnh Quảng Ngãi, Việt Nam.
Tên của xã được ghép từ tên của hai xã cũ là Bình Tân và Bình Phú.

## Địa lý
Xã Bình Tân Phú nằm ở phía đông nam huyện Bình Sơn, có vị trí địa lý:
- Phía đông giáp Biển Đông
- Phía tây giáp huyện Sơn Tịnh và xã Bình Thanh
- Phía nam giáp thành phố Quảng Ngãi và xã Bình Châu
- Phía bắc giáp xã Bình Hải và xã Bình Hòa.

Xã Bình Tân Phú có diện tích 38,94 km², dân số năm 2019 là 7.723 người, mật độ dân số đạt 198 người/km².

## Lịch sử
Địa bàn xã Bình Tân Phú hiện nay trước đây vốn là hai xã Bình Tân và Bình Phú thuộc huyện Bình Sơn.
Trước khi sáp nhập, xã Bình Tân có diện tích 24,57 km², dân số là 4.868 người, mật độ dân số đạt 198 người/km². Xã Bình Phú có diện tích 14,37 km², dân số là 2.855 người, mật độ dân số đạt 199 người/km².
Ngày 10 tháng 1 năm 2020, Ủy ban Thường vụ Quốc hội ban hành Nghị quyết số 867/NQ-UBTVQH14 về việc sắp xếp các đơn vị hành chính cấp huyện, cấp xã thuộc tỉnh Quảng Ngãi (nghị quyết có hiệu lực từ ngày 1 tháng 2 năm 2020). Theo đó, sáp nhập toàn bộ diện tích và dân số của hai xã Bình Tân và Bình Phú thành xã Bình Tân Phú.